# Erodynerus oculatus
Erodynerus oculatus är en stekelart som beskrevs av Giordani Soika 1995. Erodynerus oculatus ingår i släktet Erodynerus och familjen Eumenidae. Inga underarter finns listade i Catalogue of Life.